# فدراسیون ووشو ایران
فدراسیون ووشوی جمهوری اسلامی ایران یکی از فدراسیون‌های ورزشی زیرمجموعه وزارت ورزش و جوانان است که عهده‌دار اداره رشته ورزشی ووشو در ایران می‌باشد.
این فدراسیون در سال ۱۳۸۲ به عنوان یک فدراسیون مستقل تشکیل شد. امیر صدیقی ریاست فدراسیون ووشو را در ایران برعهده دارد.